# 샘플러 음반
샘플러(sampler) 또는 프로모셔널 컴필레이션(promotional compilation)은 컴필레이션 음반 종류 중 하나로 저렴한 가격에 한 음악가나 특정한 레코드 회사에 소속된 여러 음악가들의 음악을 들을 수 있도록 하였다. 1960년대 후반 레코드 회사들이 싱글보다는 음반으로 작품을 구할 수 있어 싱글 중점인 라디오 방송으로 노출될 기회가 적었던 음악가들을 홍보하기 위해 사용하면서 큰 인기를 끌었다. 샘플러 음반에 실리는 대부분의 곡들은 이미 발매가 된 곡들이기 때문에 해당 곡이 원래 실려있던 음반의 이름도 실린다.

## 엘렉트라 레코드
샘플러 음반의 효시로 꼽히는 음반은 엘렉트라 레코드가 1954년 미국에서 발매한 《A Folk Music Sampler》로 처음에는 라디오 방송국을 위해, 후에는 판매량을 위해 재발매를 하였다. 엘렉트라의 잭 홀즈만은 아래와 같이 말하였다.
나는 … 우리의 전문적이고 독특한 카탈로그를 많은 사람들이 듣게 만들고 싶었다. 광적인 영화 애호가로서, 나는 영화 예고편의 가치를 알고 있었다. 나는 그것을 음반 사업에 대입했다. 나의 콘셉트는 … 샘플러 음반이었다: 음악적 트레일러 모음집으로, 가사와 글이 담긴 채 정성스럽게 모인 노래들의 요약본을 10인치 LP에 담아 1954년에 한 번도 들어보지 못한 싼 가격인 2달러로 파는 것이다 … 나는 모든 신인 음악가들의 계약에 "샘플러 조항"을 넣었다. 모든 음반의 한 곡을 로열티 지불 없이 사용할 수 있게 했다 … 로열티 의무가 업속 제조 원가만 고려한다면 좋은 샘플러 음반은 1만 달러에서 2만 달러 사이의 순익을 올릴 수 있었다. 이것은 가능한 모든 것 중에 최고였다. 우리는 우리의 음반을 적극적으로 홍보하고 있었고, 대중들은 특권에 대한 대가를 지불하고 그 대가로 좋은 가치를 얻었으며, 엘렉트라는 수익으로 부유해졌다.
당시 "샘플러"라는 용어는 주로 바느질 견본품을 뜻하는 말로 사용되었고, 단어가 음악 모음집으로 쓰인 것은 《A Folk Music Sampler》가 처음이었다. 홀즈만은 샘플러 형식에 열광하였고, 엘렉트라 레코드는 1950년대와 60년대에 걸쳐 정기적으로 미국에서 제작비와 동일한 정도의 가격을 지닌 포크 카탈로그 음반을 발매했다. 영국에서는 엘렉트라가 시장에 엘렉트라를 알리기 위해 샘플러를 발매하기로 결정한 후 포크 샘플러 음반 《Fantastic Folk》(1968)를 발매하고, 이후 더욱 록적인 《Select Elektra》(1968)를 발매했다. 하지만 영국 음반은 가격이 비쌌다.

## 유럽에서의 샘플러 음반
CBS의 《The Rock Machine Turns You On》, 리버티 레코드의 《Gutbucket》, 워너 브라더스의 《The 1969 Warner/Reprise Songbook》, 아일랜드 레코드의 《You Can All Join In》 등은 영국과 유럽에서 할인된 가격으로 판매된 샘플러 음반들로, 이후에 나올 샘플러 음반들의 기준을 만들어냈다. 당시 시대에 가장 중요하고 혁신적이었던 포크 및 록 음악가들 중 많은 사람들의 작품이 특히 영국에서 각각의 레이블에 샘플러 음반으로 발행되면서, 샘플러 음반이 없었다면 들을 수 없었던 청중들에게까지 도달하게 되었다. 아일랜드 레코드, CBS, 데카 레코드, 리버티 레코드, 버티고 레코드, 하비스트 레코드에서 발매된 샘플러 음반들이 가장 좋은 평을 받고 이후에도 수집할 만한 음반들을 냈다. 하지만 샘플러 음반은 1970년대에 들어서면서 수요가 줄어들었다.
1970년대 후반과 1980년대 초반 영국의 치즈윅 레코드나 스티프 레코드와 같은 인디 록 레이블과 밴드의 부상으로 샘플러가 마케팅 도구로 재활성화되기도 했지만, 1985년에 다다라서는 거의 사라졌다. 그 이후 음악을 배포하는 매체로서 월드 와이드 웹의 영향력이 급증하면서 샘플러 음반이라는 형식은 점점 더 불필요해졌다.